# Nel mondo delle donne
Nel Mondo Delle Donne es el cuarto álbum de la cantante italiana Anna Tatangelo. 

## Lista de canciones
| #   | Canción                                             | Duración |
| --- | --------------------------------------------------- | -------- |
| 01. | "Profumo di Mamma" G. D'Alessio                     | 3:37     |
| 02. | "Adesso" G. D'Alessio, A. Pennino                   | 3:32     |
| 03. | "Va' Da Lei" G. D'Alessio                           | 3:43     |
| 04. | "Sarai" con Gigi D'Alessio G. D'Alessio, P. Daniele | 4:15     |
| 05. | "Rose Spezzate" E. Rossi                            | 3:42     |
| 06. | "Il Posto Mio" A. Testa, T. Renis                   | 3:17     |
| 07. | "Quando Arriva Arriva" A. Mancuso                   | 3:38     |
| 08. | "Lei Che Ne Sa" A. Mancuso                          | 3:47     |
| 09. | "Un Nuovo Sentimento" E. Rossi                      | 4:20     |
| 10. | "Questa Notte di Magia" E. Rossi                    | 4:08     |
| 11. | "Anna Verrà" P. Daniele                             | 4:10     |

- Datos: Q963739